# 峨眉半蒴苣苔
峨眉半蒴苣苔（学名：Hemiboea omeiensis）为苦苣苔科半蒴苣苔属下的一个种。

## 扩展阅读
- 維基物種上的相關：峨眉半蒴苣苔